# Bandō
Pour les articles homonymes, voir Bando.
La région de Bandō est le nom donné aux huit anciennes provinces du Japon situées à l'est d'Ōsaka : Awa, Hitachi, Kazusa, Kōzuke, Musashi, Sagami, Shimōsa et Shimotsuke.
Ces huit provinces étaient des fiefs Taira traditionnels.